# Milan Kadlec
Milan Kadlec (ur. 13 października 1974 w Uherské Hradiště) – czeski kolarz torowy i szosowy, brązowy medalista mistrzostw świata i Europy w kolarstwie torowym.

## Kariera
Pierwszy sukces w karierze Milan Kadlec osiągnął w 1996 roku, kiedy zajął trzecie miejsce w klasyfikacji generalnej Tour de Slovaquie. W latach 1998 i 1999 zdobywał srebrne medale na mistrzostwach Czech w kolarstwie szosowym. W 2004 roku brał udział w igrzyskach olimpijskich w Atenach, gdzie był piąty w wyścigu punktowym i trzynasty w madisonie. W 2005 i 2006 roku zdobył kolejne medale krajowych mistrzostw w kolarstwie szosowym, a w 2007 roku został mistrzem Czech w torowym wyścigu punktowym. Podczas igrzysk olimpijskich w Pekinie w 2008 roku był dziewiąty w tej samej konkurencji i ponownie trzynasty w madisonie. W 2010 roku wystąpił na mistrzostwach świata w Kopenhadze, gdzie zdobył brązowy medal w wyścigu punktowym, ulegając tylko Australijczykowi Cameronowi Meyerowi i Holendrowi Peterowi Schepowi. Rok później zdobył brązowy medal w tej samej konkurencji na mistrzostwach Europy w Apeldoorn, przegrywając tylko z Polakiem Rafałem Ratajczykiem i Silvanem Dillierem ze Szwajcarii.